# Плоды просвещения
«Плоды́ просвеще́ния» — комедия в четырёх действиях, написанная Львом Толстым в 1890 году для домашнего спектакля. Впервые опубликована в 1891 году в книге «Память С. А. Юрьева. Сборник, изданный друзьями покойного».
В 1891 году Московское общество искусства и литературы выпустило спектакль «Плоды просвещения» (режиссёр и исполнитель роли Звездинцева — Константин Станиславский). Первую постановку пьесы на профессиональной сцене осуществил Александринский театр.

## История создания

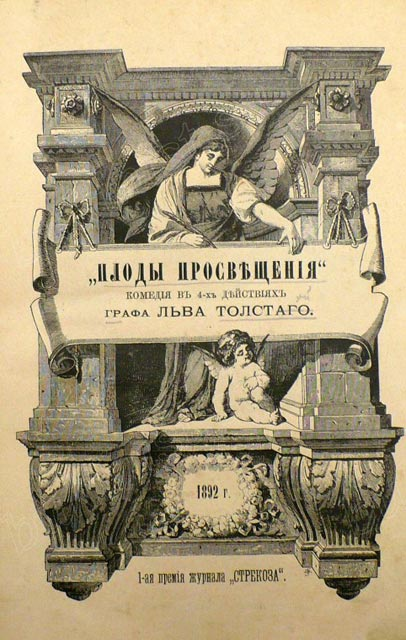
Обложка книги «Плоды просвещения». 1892

Первый вариант пьесы (под названием «Ниточка оборвалась») был сделан Толстым ещё в 1886 году; затем работу пришлось приостановить. По свидетельству Алексея Митрофановича Новикова, учителя младших детей писателя, в один из осенних дней 1889 года дочь Толстого Мария сообщила, что видела в бумагах отца черновик комедии, которую ещё никто не читал. После того как дети отыскали рукопись, Новиков прочёл вслух первое действие; во время перерыва обитатели дома в Ясной Поляне решили ставить по пьесе спектакль.
Вскоре выяснилось, что Толстой, находясь в будуаре, тоже слушал чтение. К распределению ролей он поначалу отнёсся без восторга и даже просил Марию оставить затею со спектаклем. Позже, поняв, что дети воспринимают репетиции очень серьёзно, писатель приступил к переработке пьесы. Инициаторы домашней постановки телеграммами вызвали из других городов молодых исполнителей из числа своих знакомых; те с энтузиазмом включились в работу. Толстой внимательно следил за ходом репетиций и почти ежедневно вносил в рукопись коррективы:
Пьеса создавалась прямо по исполнителям и переделывалась и переписывалась по крайней мере раз двадцать — тридцать, но окончательная отделка её была произведена уже после спектакля, в январе 1890 года (спектакль был 30 декабря 1889 года).

## Действующие лица
- Леонид Фёдорович Звездинцев — владелец 24 000 десятин земли в разных губерниях; джентльмен, верящий в спиритизм
- Анна Павловна Звездинцева — его жена
- Бетси — их дочь
- Василий Леонидыч — их сын, член общества велосипедистов, общества конских ристалищ, общества поощрения борзых собак
- Алексей Владимирович Кругосветлов — профессор
- Доктор — 40-летний здоровый, красивый человек
- Марья Константиновна — воспитанница консерватории
- Петрищев — кандидат филологических наук, член тех же обществ, что и Василий Леонидыч
- Сахатов — бывший товарищ министра
- Фёдор Иваныч — камердинер
- Григорий — лакей
- Семён — буфетный мужик
- Таня — горничная
- Мужики из Курской губернии
- Артельщик из магазина
- Участники спиритического сеанса

## Сюжет

### Действие первое
Утром в дом Звездинцевых прибывают мужики из Курской губернии. Их появление тревожит камердинера Фёдора Иваныча, он пытается отправить незваных гостей во двор, но за ходоков заступается горничная Таня: крестьяне — её земляки, к тому же один из них является отцом буфетчика Семёна, с которым девушка намерена связать судьбу.
Хозяин Леонид Фёдорыч на мужиков реагирует равнодушно: его больше волнует вопрос, где найти медиума для очередного спиритического сеанса. В беседу с ходоками Звездинцев-старший вступает лишь после обсуждения с господином Сахатовым вопросов, связанных с актуальными медиумическими явлениями. Выясняется, что ещё прошлым летом Леонид Фёдорыч планировал продать крестьянам землю за тридцать две тысячи рублей. Теперь мужики, собрав всем миром четыре тысячи, просят о рассрочке. Их условия не устраивают Звездинцева: ему нужна вся сумма. Ходоки в отчаянии; один из них пытается объяснить, что земли у них так мало, что и «курёнка выпустить некуда».
Когда Таня узнаёт, что барин отказывается подписывать договор о продаже земли, в её голове созревает хитрый план. Она отправляется к Леониду Фёдорычу, чтобы «посоветоваться». Рассказав хозяину о предстоящей свадьбе с Семёном, девушка упоминает о недюжинных способностях своего жениха, к которому даже ложки за столом притягиваются. Звездинцев с удовольствием подхватывает разговор на близкую для себя тему; Семёну он определяет роль медиума на ближайшем спиритическом сеансе.

### Действие второе
Пока мужики пьют чай в людской кухне, кухарка сообщает, что Семён вызван к барину. Вернувшись от Звездинцева, буфетчик рассказывает, как при потушенном свете в нём «пытали какую-то силу». Молодой человек мало понимал, что от него требуется, но, наученный Татьяной, действовал по её указаниям.
Появившаяся горничная объясняет ходокам, что не может пока раскрыть всех секретов; если всё сложится, как она задумала, документ о продаже земли будет подписан Звездинцевым.

### Действие третье
Вечером в гостиной Леонида Фёдорыча собираются участники спиритического сеанса. Пока Звездинцев обсуждает с ними вопросы возможной материализации, Таня готовит нитки для предстоящего действа. За этим занятием её застаёт Бетси. Застигнутая врасплох горничная вынуждена во всём признаться, однако, вопреки ожиданиям, она находит в дочери хозяев единомышленницу.
Во время сеанса, проходящего в полной темноте, спрятавшаяся Татьяна вынуждена выполнять много действий: стучать в стену, задевать участников нитками, бросать подушки, звонить в колокольчик. Задавленный требованиями «медиума», Леонид Фёдорович соглашается уступить крестьянам землю на их условиях.
Когда гостиная пустеет, Татьяна тихонько выбирается из-под дивана и натыкается на лакея Григория, давно и безуспешно ухаживающего за девушкой. Он ставит условие: или Таня отвечает на его чувства, или хозяева узнают про её «плутни».

### Действие четвёртое
Григорий сообщает барыне, что раскрыл «плутовство» Татьяны и Семёна. Анна Павловна немедленно докладывает об этом профессору Кругосветлову, присутствовавшему на сеансе. Выслушав Звездинцеву, профессор заявляет, что действия Татьяны были проявлением медиумической энергии.
Мужики, решив, наконец, земельный вопрос, уезжают домой. Прощаясь, они приглашают в деревню Татьяну, обещая сыграть им с Семёном свадьбу. Таня и её жених собираются в путь.

## Художественные особенности
Всё <…> так велико и так глубоко, так правдиво и так беспредельно талантливо, что подобные вещи, характеры и поражающие ценности я нахожу только у одного человека на свете — у Шекспира. Эту колоссальную вещь у нас ещё не довольно ценят.
Анализируя пьесу, литературовед В. В. Основин отмечает, что внимание автора сосредоточено прежде всего на «сопоставлении людей разного общественного положения». Завязка строится вокруг земельного вопроса, который оказывается и узлом, и стержнем всего действа.
Для мужиков, прибывших из деревни, многое в господском доме кажется диковинным; более всего их поражают поздние подъёмы местных обитателей. Домочадцы, в свою очередь, удивляются и раннему визиту, и наружности ходоков; именно эти взаимные открытия создают «комический эффект». Поневоле задержавшись в городе, крестьяне выслушивают в людской много занятных историй о нравах, царящих в семье Звездинцевых: так, в кучерской поселились три собаки, принадлежащие Василию Леонидычу; кухня трудится круглосуточно, потому что завтраки, обеды и ужины идут в доме практически без перерывов; основные занятия господ — карты, спиритизм и участие в благотворительных обществах.
Каждый из рассказов имеет свой драматический элемент, это своего рода микродрамы, микротрагедии. И именно в силу этого каждый рассказ выполняет функцию не известительно-повествовательную, а драматически-действенную.
Образ Татьяны восходит к «французским гризеткам» (определение Толстого); её «плутни» напоминают проделки служанок из европейских пьес. Историк искусств Владимир Стасов увидел в героине «мольеровскую горничную, надувающую господ».
С особой тщательностью автор работал над речью персонажей. Толстой не дал мужикам имён и не упомянул об их внешности, однако для каждого из ходоков создал персональный лексический набор. Так, один из них постоянно употреблял слова «двистительно» и «значит», которые не входили в словарь крестьян того времени:
Употребляя их в разговоре с господами, первый мужик, как ему кажется, пытается приблизить то, о чём он говорит, к господскому пониманию, к господскому образу выражать свои мысли.

## Сценическая судьба

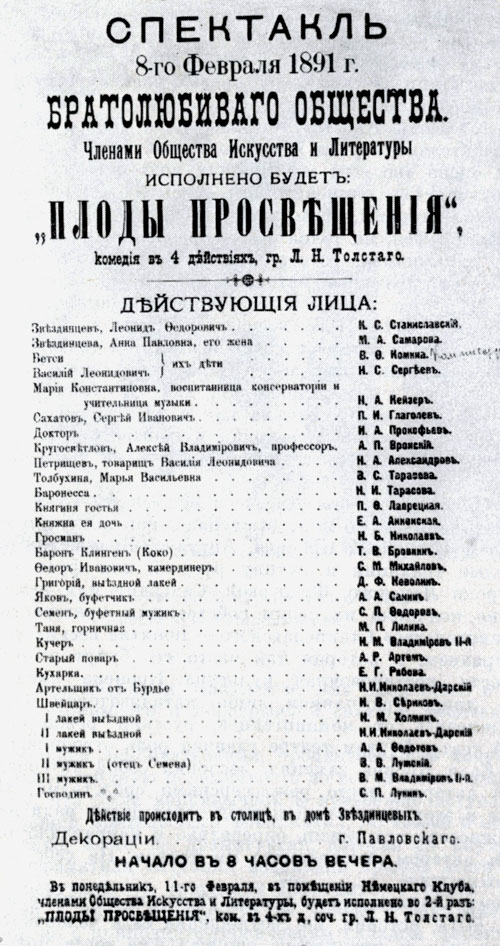
Афиша Общества искусства и культуры. 1891

В спектакле, поставленном Константином Станиславским в Обществе искусства и литературы (1891), были заняты Вера Комиссаржевская (Бетси), Мария Лилина (Таня), Александр Артём (повар). Станиславский, вспоминая о «Плодах просвещения», рассказывал, что ему хотелось представить зрителю «три этажа пьесы: бар, мужиков и прислугу, и притом всех их — не театральных, но реальных». Премьера состоялась без афиш, в режиме закрытого просмотра; впоследствии спектакль, собиравший многочисленных друзей труппы, не раз повторялся. В рецензии, напечатанной в газете «Новости дня», отмечались слаженность и интеллигентность исполнителей; по мнению автора публикации Вас. Ив. Немировича-Данченко, писавшего под псевдонимом «Гобой», «никто и никогда не видел такого образцового исполнения у любителей».
В сентябре 1891 года премьерный показ «Плодов просвещения» прошёл на сцене Александринского театра. Заслуженному артисту императорских театров Владимиру Давыдову в этой постановке было предложено сыграть Звездинцева, однако актёр выбрал для себя роль третьего мужика — того самого, что постоянно повторял фразу про курёнка, которого из-за отсутствия земли «некуда выпустить». В постановке также участвовали Павел Свободин (Звездинцев), В. А. Мичурина (Бетси), В. П. Далматов (Василий Леонидыч). Исполнителя роли второго мужика загримировали «под Толстого»; для артиста, сыгравшего первого мужика, сценический образ создавали по рисунку Ильи Репина, который присутствовал на премьере. Свои впечатления он изложил в письме Татьяне Толстой:
После второго акта стали кричать: автора! И так громко, что должен был выйти господин во фраке и сообщить, что автора в театре нет. Какая правдивость взгляда на жизнь, какая широта взмаха гениального художника видна во всей пьесе!
Через три месяца, в декабре 1891 года, «Плоды просвещения» представила зрителям труппа Малого театра. Роль Звездинцева исполнил Константин Рыбаков, его жену сыграла Гликерия Федотова; критики отдельно выделяли «блестящее исполнение» роли профессора Кругосветлова, которая досталась Александру Ленскому, а также персонажа, созданного Михаилом Садовским.

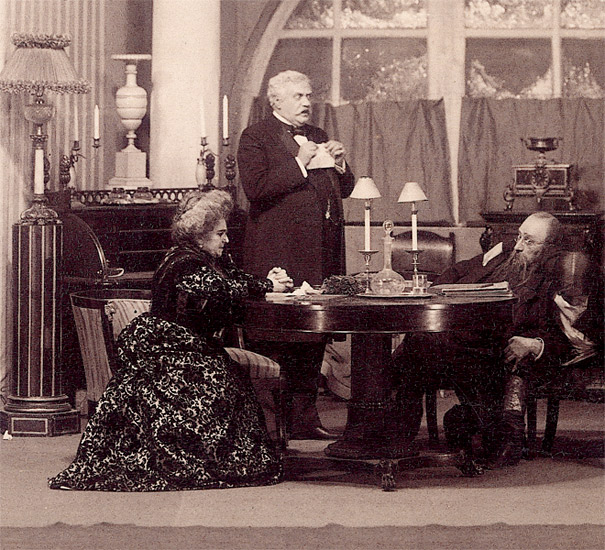
Спектакль «Плоды просвещения», Малый театр, 1911

Толстой, побывавший на спектакле 7 января 1892 года, отметил и одобрил игру Рыбакова, Ленского и Ольги Садовской, исполнившей роль кухарки. В то же время писатель остался недоволен работой актёров, изображавших мужиков: по его мнению, они выглядели неестественно, а возбуждаемый ими смех зрителей никак не увязывался с характерами персонажей.
С мнением Толстого согласился Анатолий Кони, который сначала познакомился с «Плодами просвещения» во время публичного чтения пьесы в доме Александра Стаховича, а затем посмотрел поставленные по ней спектакли на сценах Александринского и Малого театров. По словам Кони, ему «как старому москвичу» было нелегко признать, что «исполнение в Петербурге оказалось значительно тоньше и богаче подробностями, чем на знаменитой московской сцене».
В 1951 г. МХАТ СССР создал спектакль «Плоды просвещения», вошедший в число классических советских постановок. Режиссёр Михаил Кедров задействовал в ней Виктора Станицына (Звездинцев), Лидию Кореневу (Анна Павловна), Павла Массальского (Василий Леонидыч), Татьяну Забродину (Таня) и других артистов.